# Яблоновка (Ленінградська область)
Яблоновка (рос. Яблоновка) — селище у Приозерському районі Ленінградської області Російської Федерації.
Населення становить 80 осіб. Належить до муніципального утворення Громовське сільське поселення.

## Історія
До 1917 року населений пункт перебував у складі Виборзької губернії Великого князівства Фінляндського. З 1918 по 1940 та в роки Другої світової війни між 1941 та 1944 роками у складі незалежної Фінляндії. Відтак — у складі Ленінградської області.
Згідно із законом від 1 вересня 2004 року № 50-оз належить до муніципального утворення Громовське сільське поселення.

## Населення
| 2007 | 2010 |
| ---- | ---- |
| 48   | ↗80  |